# Konewo (Kursk)
Konewo (russisch Конево) ist ein Weiler (chutor) in der Oblast Kursk in Russland. Er gehört zum Rajon Kursk und zur Landgemeinde (selskoje posselenije) Nischnemedwedizki selsowjet.

## Geographie
Der Ort liegt gut 12 km Luftlinie nordwestlich des Oblastverwaltungszentrums Kursk im südwestlichen Teil der Mittelrussischen Platte, 2 km vom Sitz des Dorfsowjet – Werchnjaja Medwediza, 97 km von der Grenze zwischen Russland und der Ukraine.

### Klima
Das Klima im Ort ist wie im Rest des Rajons kalt und gemäßigt. Es gibt während des Jahres eine erhebliche Niederschlagsmenge. Dfb lautet die Klassifikation des Klimas nach Köppen und Geiger.

## Bevölkerungsentwicklung
| Jahr | Einwohner |
| ---- | --------- |
| 2002 | 61        |
| 2010 | 64        |

Anmerkung: Volkszählungsdaten

## Verkehr
Konewo liegt 2 km von der Fernstraße föderaler Bedeutung M2 „Krim“ (ein Teil der Europastraße E105), 6 km von der Straße interkommunaler Bedeutung 38N-379 (Kursk – Iskra), 1,5 km von der Straße 38N-381 (38N-379 – Tschaplygina – Aljabewo) und 10,5 km von der nächsten Eisenbahnhaltestelle Bukrejewka (Eisenbahnstrecke Orjol – Kursk) entfernt.
Der Ort liegt 137 km vom internationalen Flughafen von Belgorod entfernt.